# Felice Casati

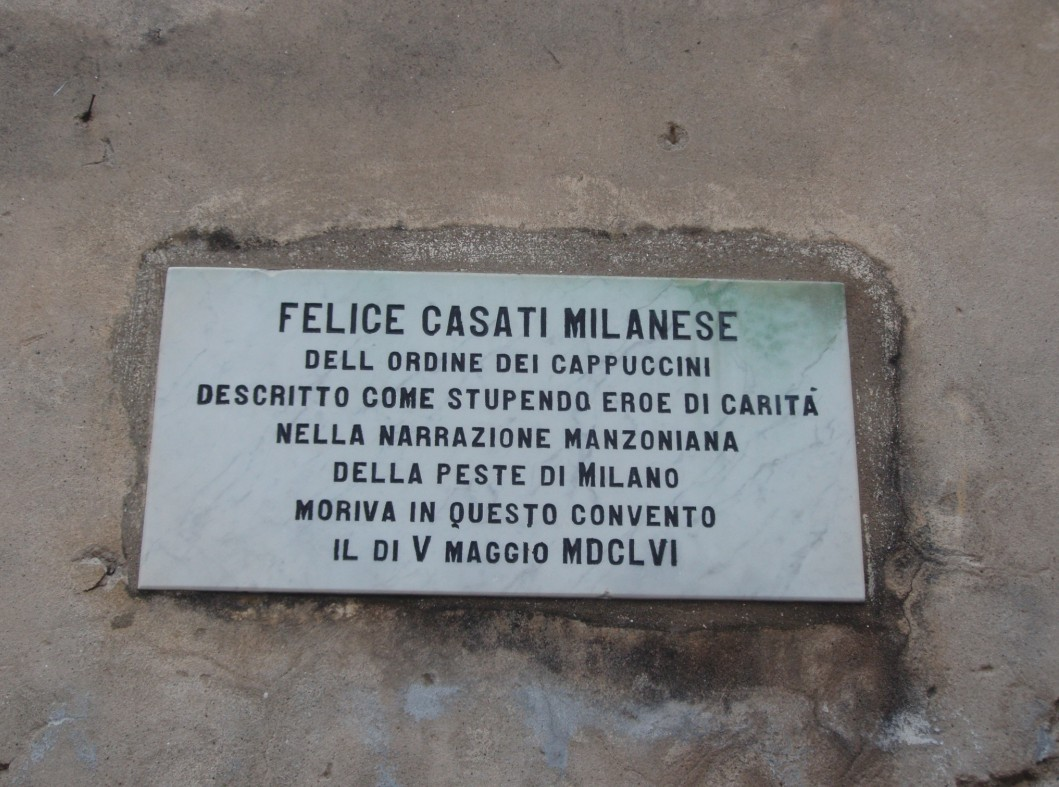
Lapide dedicata a Felice Casati. Livorno, chiesa della SS. Trinità

Felice Casati (Milano, 1581 – Livorno, 1656) è stato un monaco cristiano italiano.

## Biografia
Non se ne conosce il nome secolare né la famiglia di origine. È ipotizzabile una possibile appartenenza ad uno dei rami della famiglia Casati. Cappuccino, fu maestro noviziale ad Orta e Vigevano dal 1621 al 1630. Uomo pio e caritatevole, durante l'epidemia di peste del 1630 fu alla direzione del celebre lazzaretto di Milano, affiancato dal fedele Michele Pozzobonelli, fino al 1632. Divenuto dunque padre guardiano a Cremona e in altri conventi lombardi, fu eletto provinciale di Lombardia dal 1637 al 1640 e nuovamente dal 1648 al 1651.
Una lapide presso la facciata della chiesa della Santissima Trinità di Livorno attesta che vi erano seppelliti i resti del padre cappuccino. Dopo i bombardamenti la tomba risulta dispersa.
La città di Milano gli ha dedicato una via nell'area dell'ex Lazzaretto.

## Citazioni
Ne I promessi sposi di Alessandro Manzoni viene descritto come un religioso instancabile, che basa la sua sicurezza sull'accettazione della volontà divina.
Tenne nel lazzaretto una predica sui motivi della carità e del perdono, riportata da Manzoni nei promessi sposi (cap.XXXVI).